# Чирвоны Сад
Чирво́ны Сад (бел. Чырвоны Сад) — посёлок в составе Лебедянковского сельсовета Белыничского района Могилёвской области Республики Беларусь.

## Население
- 2010 год — 4 человека